# Cida Falabella
Maria Aparecida Vilhena Falabella (Belo Horizonte, 16 de janeiro de 1960), é atriz, diretora teatral, professora e política brasileira, filiada ao Partido Socialismo e Liberdade. É vereadora na capital mineira. É ativista do movimento artístico e cultural.

## Teatro
Formada em História pela UFMG, obteve o título de mestre em Artes pela mesma Universidade. Iniciou a carreira teatral em 1976. Em 2001 criou a Cia. Zap 18. Em 2006 levou aos palcos a peça Esta Noite Mãe Coragem, baseada em Mãe Coragem e Seus Filhos, de Bertolt Brecht. Dirigiu também 1961 – 2013, Ano V, inspirada nas manifestações de junho de 2013 no Brasil.
Encenou em 2015 o espetáculo Domingo, usando como palco a sua própria casa, no bairro Serrano. O monólogo se baseou em textos autobiográficos de Cida, publicados no seu blog.

### Peças
- O Processo, 1981 (elenco)[8]
- Grande Sertão: Veredas, 1985 (elenco)[9]
- A Casa do Girassol Vermelho, 1990 (direção)[10]
- Caminho da Roça, 1992 (direção)[11]
- Bodas de Sangue, 1994 (direção)[12]
- A Bonequinha Preta, 1996 (direção)[13]
- Não Desperdice sua Única Vida, 2005 (concepção, direção)[14]
- Esta Noite Mãe Coragem, 2006 (direção)[15]

## Política
No biênio 2011-2012, integrou o Conselho Municipal de Cultura de Belo Horizonte. Nas eleições de 2016, foi candidata a vereadora pela coligação BH Socialista, formada pelo PSOL e PCB. Foi eleita com 3.454 votos.
Inovou no Legislativo ao criar, com a colega de bancada Áurea Carolina, a experiência de um mandato coletivo, que as duas batizaram como "Gabinetona". As duas vereadoras trabalham com uma equipe única, em um espaço sem divisórias na Câmara Municipal de BH, e em colaboração com pessoas da cidade. A Gabinetona também promoveu uma chamada pública para preenchimento dos cargos de confiança do gabinete. A seleção processo levou em conta a diversidade social, promovendo paridade de gêneros e raças.
Disputou a reeleição nas eleições de 2020, recebeu 6.451 votos, quase o dobrou da votação obtida em 2016, porém o PSOL ficou apenas com duas vagas. Cida ficou como primeira suplente do partido. Em 2022, disputou o cargo de deputada estadual em Minas Gerais pela Federação PSOL-Rede, obtendo 18.988 votos. Em 2023, com a eleição da vereadora Bella Gonçalves para deputada estadual, Cida assumiu o cargo de vereadora suplente na Câmara Municipal de Belo Horizonte, refundando a Gabinetona junto com a vereadora Iza Lourença. 